# Tribulus subramanyamii
Tribulus subramanyamii är en pockenholtsväxtart som beskrevs av P. Singh, G.S. Giri & V. Singh. Tribulus subramanyamii ingår i släktet tiggarnötter, och familjen pockenholtsväxter. Inga underarter finns listade i Catalogue of Life.